# Harpe
En harpe er et strengeinstrument, som har strengene udspændt over en ramme. Harpen findes i en del forskellige udgaver og varierer en del fra ét geografisk område til et andet. Harpen er det andet største strengeinstrument i et symfoniorkester. Den er samtidig et instrument med en meget stor ambitus.
Det instrument, der minder mest om harpen, er klaveret. Klaveret og harpen er bygget på samme måde, men i klaveret anslås strengene med små hamre, hvorimod man på harpen knipser strengene an med fingrene.
Engle tegnes ofte med harper, og instrumentet forbindes derfor med himlen og engle.
Harpo Marx anvendte ofte harpen i Marx Brødrenes film – den gav hans stumme karakter en anden mulighed for at udtrykke sig.
Et kendt dansk stykke med harpe er Carl Nielsens Tågen Letter fra skuespillet Moderen. 
I dette stykke spiller en tværfløjte sammen med harpen. De første takter lyder:

## Eksterne links
- Wikimedia Commons har flere filer relateret til Harpe